# Ричувек
Ричувек (пол. Ryczówek) — село в Польщі, у гміні Ключе Олькуського повіту Малопольського воєводства.
Населення — 1323 особи (2011).
У 1975-1998 роках село належало до Катовицького воєводства.

## Демографія
Демографічна структура станом на 31 березня 2011 року:
|          | Загалом | Допрацездатний вік | Працездатний вік | Постпрацездатний вік |
| -------- | ------- | ------------------ | ---------------- | -------------------- |
| Чоловіки | 648     | 125                | 451              | 72                   |
| Жінки    | 675     | 120                | 403              | 152                  |
| Разом    | 1323    | 245                | 854              | 224                  |